# آبستراکسیون
آبستراکسیون (به فرانسوی: Obstruction) یا نصاب‌شکنی عدم حضور عمدیِ گروهی از نمایندگان مجلس در هنگام رأی‌گیری، به‌قصدِ از اکثریت انداختن مجلس و جلوگیری از تصویب یک لایحه یا طرح است. در سیاست، استفادهٔ سامانمند از عدم حضور عمدیِ گروهی از نمایندگان در هنگام رأی‌گیری به‌عنوان یک حربه به‌کار گرفته می‌شود.
معنای لغوی آبستراکسیون، ممانعت است، و در چارچوب مجلس به عمل یا کوشش اقلیتی از نمایندگان پارلمان برای جلوگیری از اخذ تصمیم و تصویب قانون، با استفاده از ابزار قانونی گفته می‌شود؛ این جلوگیری می‌تواند با استفاده از ارائهٔ نطق‌های پیاپی، طرح موارد وقت‌گیر در زمان رأی‌گیری و خروج از صحن مجلس برای از اکثریت انداختن مجلس و لغو دستور یا لایحهٔ مورد بحث صورت می‌گیرد.
در معنای وسیع‌تر، نصاب‌شکنی یا آبستراکسیون به مجموعه اقداماتی گفته می‌شود که گروهی از نمایندگان مجلس یا پارلمان یک کشور برای جلوگیری از تصویب یا نهایی شدن یک تصمیم و قانون در نشست رسمیِ نمایندگان در پیش می‌گیرند. ترک نشست علنیِ مجلس و در نتیجه نرسیدن تعداد نمایندگان حاضر به حد نصاب قانونی برای برگزاری نشست ازجملهٔ این اقدامات است.

## نمونه‌ها
- ۱۵ آبان ۱۳۵۹: ۲۷ نفر از نمایندگان فراکسیون نانوشتهٔ جوانان مجلس، در یک هماهنگی، دقایقی قبل از رأی‌گیری مجلس که دربارهٔ عهدنامه ۱۹۸۱ الجزایر بود، مجلس را ترک کردند. با این آبستراکسیون، که برای نخستین بار واقع شد، مجلس از اکثریت افتاد و هنگام ظهرِ همان روز، طبق آیین‌نامه، ختم جلسهٔ علنی اعلام و ادامهٔ بررسی بیانیهٔ الجزایر به جلسهٔ علنیِ بعد در هفتهٔ آینده موکول شد.[۳]
- جلسهٔ ۱۴ آبان ۱۳۹۱ مجلس شورای اسلامی ایران: مهدی کوچک‌زاده و چند نفر دیگر از نمایندگانِ مخالف طرح سؤال از محمود احمدی‌نژاد در جلسهٔ ۱۴ آبان ۱۳۹۱ مجلس شورای اسلامی ایران، گفتند که در اعتراض به اعلام وصول این طرح، صحن علنی را ترک می‌کنند، ولی علی لاریجانی، رئیس مجلس ایران، با بیان این‌که چنین کاری «براساس آیین‌نامهٔ مجلس تخلف است»، گفت: اگر فراکسیونی به نام اصولگرایان آبستراکسیون کند، خلاف قانون عمل کرده‌است.[۲]
- جلسهٔ ۳ مهر ۱۳۹۷ مجلس شورای اسلامی ایران: عده‌ای از اصولگرایان تهدید کردند که در جلسهٔ رای‌گیری برای تصویب لایحهٔ FATF شرکت نخواهند کرد.[۴]